# Cecilia Schelin Seidegård
Cecilia Iréne Schelin Seidegård, född Schelin 18 maj 1954 i Enskede församling, Stockholm, är en svensk biokemist och ämbetsman. Hon har varit landshövding i Gotlands län och Kalmar län. 
Cecilia Schelin Seidegård växte upp i Visby. Under sina studier vid Lunds universitet var hon aktiv i Fria Studenter, Fris. Hon var även 1981–82 vice ordförande i Sveriges Förenade Studentkårer.
Efter att hon disputerat i biokemi arbetade hon inom läkemedelsindustrin, framför allt inom Astra-koncernen (Astra Zeneca). År 2003–2004 var hon VD för Huddinge Universitetssjukhus AB och 2004–2007 sjukhusdirektör för det sammanslagna Karolinska Universitetssjukhuset. Hon var 2010–2018 landshövding på Gotland och 2019 fick hon ett ettårigt förordande som landshövding i Kalmar län.
Hon var tidigare ordförande i styrelsen för Kungliga Tekniska högskolan i Stockholm, Göteborgs universitet för Systembolaget. Sedan 2013 är hon ordförande för styrelsen för Samhall AB. År 2000 utsåg hon av Veckans affärer till Sveriges mäktigaste affärskvinna. 
Schelin Seidegård gifte sig 1985 med forskaren Janeric Seidegård (född 1949). Paret har två söner.

## Utmärkelser och ledamotskap
- Ledamot av Kungl. Ingenjörsvetenskapsakademien (LIVA, 2007)
- Hedersdoktor vid KTH 2019
- Hedersledamot av Gotlands nation i Uppsala.[9]